# Juchitán de Zaragoza
Heroica Ciudad de Juchitán de Zaragoza, (en Zapoteco Guidxi Guie': Lugar de las Flores, o también Xhavizende: A los Pies de San Vicente ( en honor a su santo patrón)) conocida simplemente como Juchitán, es una ciudad ubicada en el estado de Oaxaca, México.
Es la receptora de la tradición cultural zapoteca. Son típicas las fiestas tradicionales, llamadas «velas», y los sones istmeños, como «Un son para Alfa Ríos», del afamado escritor Andrés Henestrosa.
Su población, según el INEGI (2020), es de 113,570 habitantes, lo que lo coloca como el tercer municipio más poblado del Estado, por detrás de Oaxaca de Juárez y de San Juan Bautista Tuxtepec.[cita requerida]
El 7 de septiembre de 2017 sufrió los efectos del terremoto de Chiapas de 2017 registrado en el sureste de México, y es hasta la fecha una de las poblaciones más afectadas.

## Historia
La historia de Juchitán está relacionada con su ubicación geopolítica, que la coloca como centro de comunicaciones y lugar de paso para los pueblos y pequeñas ciudades del Istmo de Tehuantepec, la parte continental más angosta entre el océano Pacífico y el Golfo de México en América del Norte (191 km). Juchitán fue fundada en 1480 por tropas del monarca zapoteca Cosijopí Sicasibí. El nombre Juchitán viene del náhuatl Ixtaxochiltlán, que significa «Lugar de las Flores Blancas». Durante algunos años también se llamó Xhavizende, zapotequización del español que significa «A los pies de San Vicente».[cita requerida]

### SigloXVIII
Se hace mención del pueblo de Juchitán en las páginas 693 y 694 del Apéndice al Diccionario Universal de Historia y Geografía , elaborado con textos de varios autores y que fueron recogidos y coordinados por Manuel Orozco y Berra en 1856, el cual reza lo siguiente:

JUCHITÁN: Pueb. del territorio de Tehuantepec: es la población más grande del istmo con excepción de Tehuantepec; su población es de cerca de 6000 habitantes, de los cuales muchos son europeos. Poco o nada se sabe con respecto de la fundación de este lugar, aunque la tradición le atribuye gran antigüedad. Desde las llanuras que están al N. parece una gran ciudad, y el contraste que forma la blancura de sus edificios con el verde oscuro de los montes que la rodean, es sumamente agradable. En la parte central de la ciudad, está la parroquia, que merece notarse, fundada por los frailes dominicos á principios del año 1600. Es un edificio de construcción antigua, con techo de bóveda, y anchas y macizas paredes, sostenidas en sus ángulos por fuertes estribos, y coronados de torres de columnas y pináculos. El edificio no tiene ventanas, y la luz le entra únicamente por troneras, lo que parece indicar que fue construido tanto para que sirviese de defensa en caso necesario, como para el culto. El presbiterio es de sólidas esculturas doradas, y las paredes interiores son de estuco. A cada lado arriba del altar hay muy buenos cuadros de los apóstoles San Pedro y San Pablo, y otro excelente en el centro en el centro, de San Vicente patrón del pueblo. Todo el edificio está cercado de una pared de ladrillo, de varios pies de espesor, con grandes entradas de arcos, al S. y al E. Los habitantes de Juchitan son industriosos, y sus numerosos talleres de sombreros, zapatos, telas de algodón, cueros y gamuza, petates, hamacas, &c., atestiguan claramente su mayor capacidad, comparada con las demás poblaciones del istmo. Entre los artículos de cultivo, figuran el maíz, añil y frutas. Además, todos los años se corta mucha madera valiosa, y se exporta gran cantidad de sebo y goma arábiga. En suma, á pesar de la infinidad de trabas impuestas por el gobierno, Juchitan es la población más industriosa y floreciente de la que se hallan en los llanos del Pacífico. El movimiento que hay en las tiendas, produce cierta animación, y las calles están más o menos llenas de inmensos carros, tirados por bueyes y cargados de sal de las lagunas, o de mercancías que vienen de Guatemala.

### SigloXIX
Juchitán fue declarada municipio por el Congreso del Estado el 15 de marzo de 1825. 

Parque Central de Juchitán

En 1834, «Che Gorio Melendre» dirigió una revuelta en contra del gobierno de Oaxaca. La demanda de la revuelta era que se otorgara autonomía al municipio para administrar los yacimientos de sal al sur de Juchitán. La revuelta fue detenida por el surgimiento de la guerra mexicano-estadounidense de 1847. Algunas tropas irregulares de Melendre se unieron a la resistencia contra la invasión estadounidense. Después de la invasión de Estados Unidos, el entonces gobernador de Oaxaca, Benito Juárez García, respondió las demandas de Melendre mediante el envío de tropas al pueblo con el objetivo de apagar la revuelta. Debido a los actos de resistencia, las tropas de Juárez quemaron las casas de Juchitán. El gobernador justificó en su informe de gobierno del mismo año que el incendio fue causado por los vientos de la región, que esparcieron el fuego sobre las chabolas de la población.[cita requerida]
En diciembre de 1859, el gobierno del presidente Benito Juárez celebró el tratado McLane-Ocampo, que permitía el paso de tropas estadounidenses a través del istmo de Tehuantepec. Sin embargo, el Senado estadounidense rechazó el documento porque estipulaba que, si México era atacado de nuevo por alguna potencia extranjera, Estados Unidos se comprometería a defenderlo.[cita requerida]
El 5 de septiembre de 1866, durante la segunda intervención francesa en México, los indígenas de Juchitán, de Unión Hidalgo (Oaxaca)(Ranchugubiña), de San Blas Atempa y de Asunción Ixtaltepec, vencieron al ejército francés de Napoleón III, apertrechado en Tehuantepec. A mediados de 1870, los habitantes de Juchitán habían entrado en conflicto con el entonces gobernador Félix Díaz (hermano de Porfirio Díaz), debido a sus políticas anticlericales, que chocaban con el arraigado catolicismo de los juchitecos. Después de que las tropas al mando de Díaz lograron apoderarse del poblado tras varios días de intensos y cruentos combates, Félix Díaz robó la imagen del santo patrono de la ciudad, San Vicente Ferrer, y la arrastró por las calles del pueblo. En los días siguientes, cuando el presidente Juárez se enteró de lo sucedido, ordenó a Díaz que devolviera la estatua. Este obedeció, pero al percatarse de que el santo no cabía en una caja de madera, decidió cortarle los pies, brazos y cabeza. La cabeza quedó en poder de su suegro, y el resto la devolvió a Juchitán. En noviembre de 1871, su hermano Porfirio se levantó en armas contra el gobierno de Juárez con la proclamación del Plan de la Noria. En pocas semanas, luego de varias derrotas, Félix abandonó Oaxaca con el fin de llegar a las costas del Pacífico. Tras perder su transporte hacia los Estados Unidos, Félix había resuelto refugiarse en los bosques aledaños mientras esperaba la siguiente embarcación. La noticia llegó hasta Juchitán, y los habitantes del pueblo lograron capturarle el 21 de enero de 1872. Dos días más tarde, en medio de las más dantescas y horribles torturas, los juchitecos le lincharon. En 1910, 'Che Gómez' se unió a la revolución en apoyo a Francisco Villa y Emiliano Zapata.[cita requerida]

### Historia reciente
Desde 1975, en Juchitán han ocurrido importantes movilizaciones políticas por parte de la oposición al régimen del Partido Revolucionario Institucional (PRI). En la década de los 80 y de los 90, hubo diversos gobiernos municipales de oposición, identificados bajo las siglas de la organización llamada Coalición Obrera, Campesina, Estudiantil del Istmo (COCEI), fundada primordialmente por Leopoldo de Gyves Pineda, Leopoldo De Gyves de la Cruz, César Pineda, Héctor Sánchez López y Daniel López Nelio, lo que situó a Juchitán como uno de los primeros municipios en México en ser gobernado por un partido de oposición. La COCEI fue un movimiento político integrado por estudiantes, campesinos, obreros y la población en general juchiteca, así como de otros pueblos aledaños. En sus primeras décadas, la COCEI recibió el apoyo de importantes figuras intelectuales de la izquierda mexicana, como Elena Poniatowska, Carlos Monsiváis, Rosario Ibarra de Piedra y Francisco Toledo.[cita requerida]
Las principales demandas del movimiento fueron el mejoramiento de las condiciones de vida de la población de la ciudad, que para ese entonces ya era superior a los 50 000 habitantes y contaba con servicios muy precarios. La COCEI se identificaba a sí misma como un movimiento de izquierda, y al mismo tiempo que demandaba el mejoramiento de las condiciones sociales y económicas pugnó por que se celebraran elecciones competitivas en las que el gobierno respetara los resultados. Como consecuencia de esta lucha, el 11 de julio de 1978, es secuestrado y desaparecido el profesor Víctor Pineda Henestrosa (Víctor Yodo), dirigente coceísta que se había desempeñado como jefe de la Promotoría Agraria en Juchitán y que había logrado recuperar varias hectáreas de tierra para entregarlas a los campesinos. A principios de la década de 1980 y después de que varios líderes y simpatizantes de la COCEI fueron encarcelados o asesinados, el PRI reconoció el derecho de la COCEI a participar en el gobierno municipal. En ese entonces, a raíz de elecciones muy disputadas, La COCEI se convirtió en la primera organización política de izquierda en el país en ganar una presidencia municipal. El primer presidente coceísta, en 1980, fue Leopoldo de Gyves de la Cruz, líder estudiantil de la COCEI. Este gobierno estuvo permanentemente asediado por el gobierno priísta del estado, a través del recorte de recursos y de la toma del palacio municipal por el ejército y la policía estatal. Sin embargo, en dicho período se emprendieron importantes obras de saneamiento, pavimentación y mejoramiento de espacios públicos. Se emprendió el primer esfuerzo por sanear el río que atraviesa la ciudad: el «Guigu Bi'cuu» o «Río de los perros». El nombre se deriva de la fauna acuática que poblaba el río a comienzos del siglo XX, conocida como «perros de agua» (nutrias). A raíz de las elecciones para presidente de la república de 1988, la COCEI decidió apoyar a Cuauhtémoc Cárdenas Solórzano y unirse al FDN, que posteriormente conformaría al PRD. A partir de este momento, la historia de la COCEI se une a la historia de lo que hoy es el Partido de la Revolución Democrática (PRD).[cita requerida]
En 1989, otro líder y fundador de la COCEI, Héctor Sánchez López, accedió a la presidencia municipal de Juchitán bajo las siglas del Partido de la Revolución Democrática (PRD)-COCEI. En el trienio de Héctor Sánchez, se emprendió una intensa campaña de pavimentación de la ciudad, que pasaba necesariamente por la instalación de servicios previos como alcantarillado, drenaje, agua potable y alumbrado público. En este período, se logró pavimentar alrededor del 60 por ciento de la ciudad (22 km), cifra importante si se parte de que las únicas avenidas pavimentadas eran las principales: 5 de Septiembre y 16 de Septiembre. En la década de 1990, Juchitán se convirtió en un referente nacional de gobiernos locales exitosos, con frecuentes visitas del entonces secretario de Desarrollo Social del gobierno de Carlos Salinas de Gortari, Carlos Rojas Gutiérrez. Dicho prestigio le permitió a varios líderes coceístas alcanzar altos cargos políticos nacionales. El mismo Héctor Sánchez López se convertiría en 1994 en senador por el estado de Oaxaca y en coordinador parlamentario de la fracción del PRD en el Senado, en la LVII Legislatura del Congreso de la Unión de México. En 1998, Héctor Sánchez fue candidato a gobernador del estado de Oaxaca al competir contra el candidato del PRI, José Murat, quien finalmente ganó. Esta elección significó un avance importante para el PRD local, pues alcanzó la mayor votación de su historia en el estado, con una diferencia entre candidatos de 20 000 votos, de un universo de alrededor de un millón de electores. En su período como legislador, Héctor Sánchez fue uno de los principales impulsores de la reforma a la ley de los pueblos indígenas.[cita requerida]
En 1993, Oscar Cruz López, miembro fundador de la COCEI, ganó la presidencia municipal de Juchitán, nuevamente bajo las siglas del PRD-COCEI. En ese trienio, se modernizó la imagen de la ciudad. Se pavimentó hasta un 90 por ciento de las calles, se dio la remodelación completa del crucero de la zona comercial de la ciudad. Adicionalmente, se creó la unidad deportiva «Binizaa» (Binizá) o «Gente de las Nubes», se cambió y amplió la sede de la biblioteca pública municipal «Gabriel López Chiñas». La biblioteca se decoró con pinturas de artistas locales, como Francisco Toledo. En este período también se remodeló una parte del centro de la ciudad, que incluyó el zócalo, el kiosco y las calles aledañas. Óscar Cruz López también fue senador por el estado de Oaxaca en la LIX Legislatura del Congreso de la Unión de México. Denunció de manera continua represión y asesinatos en todas las regiones de Oaxaca durante el sexenio de José Murat.[cita requerida]
Leopoldo de Gyves de la Cruz nuevamente fue presidente municipal por la COCEI en 1999-2001; antes, fue diputado federal y diputado local, durante ese nuevo mandato en Juchitán, se convierte en la primera autoridad en recibir al Ejército Zapatista de Liberación Nacional, ya que en el acto celebrado frente al palacio municipal, siendo presidente, le dio la bienvenida a los zapatistas. Con ese segundo mandato en Juchitán, se convierte en el segundo presidente en gobernar Juchitán por más de una ocasión, solo superado por el general Heliodoro Charis Castro.[cita requerida]
Una de las principales contribuciones de la COCEI a la historia de la ciudad fue la organización de los Festivales del Río, que se celebran cada año en el mes de mayo, al mismo tiempo que las Velas. El festival del río tiene como objetivo concienciar a la población sobre la importancia de mantener limpio el Río de los perros. Participan artistas locales, pero también personalidades importantes de la música tradicional mexicana, como Lila Downs, Susana Harp y Óscar Chávez. Hoy en día, la organización del festival está a cargo del gobierno municipal y el Foro Ecológico.[cita requerida]
En 2002, la COCEI perdió por primera vez la presidencia municipal frente al PRI, después de 20 años de gobierno ininterrumpido. Para ese entonces, la organización política de la COCEI ya estaba muy dividida, a raíz de las disputas de poder que el crecimiento de la organización trajo consigo y el desprestigio que algunos líderes históricos acumularon después de varios años de estar en el poder.[cita requerida]
En 2004, Mariano Santana López Santiago (líder estudiantil) y Héctor Sánchez López renunciaron al PRD por desavenencias serias con la dirigencia nacional del partido. No obstante, la COCEI-PRD recuperó el gobierno juchiteco en 2005.[cita requerida]
En 2005, la COCEI recuperó el palacio municipal, durante este trienio el H. Ayuntamiento, a cargo del edil, Alberto Reyna Figueroa, hace que en el 2006 la ciudad sea elevada a Heroica ciudad de Juchitán de Zaragoza. También, se mejora la infraestructura de las agencias municipales, se les dan a las agencias municipales sus propias elecciones para escoger a sus agentes municipales y crece la infraestructura de la ciudad.[cita requerida]
Para el año 2007, la COCEI decide dejar al PRD y conformar una alianza con el Partido del Trabajo (PT), a fin de mantener el gobierno municipal con Mariano Santana López Santiago.[cita requerida]
Es también un bastión de la izquierda radical mexicana: fue uno de los primeros municipios en todo el país en ser gobernado por un partido que no fuera el histórico PRI. También fue una de las principales zonas de la insurrección magisterial oaxaqueña del 2006. Uno de los grupos más influyentes en esta ciudad es el Movimiento al Socialismo-Partido Obrero Socialista, de filiación trotskista.[cita requerida]
En la jornada electoral del 4 de julio del 2010, ganó Daniel Gurrión Matías, candidato del Partido Revolucionario Institucional (PRI) a la presidencia municipal, cargo que ocupó del 2011 al 2013. El presidente municipal al 2021 es Emilio Montero, del partido político Morena.[cita requerida]

### Terremoto de 7 de septiembre del 2017
El 7 de septiembre del 2017, a las 22:49:17 horas se produjo un terremoto de magnitud 8,2, cercano a las costas de Oaxaca y Chiapas (el más fuerte en México desde hace casi 100 años), que sacudió violentamente la región del istmo de Tehuantepec y causó el colapso de varios edificios históricos de la ciudad, como el palacio municipal, que se derrumbó parcialmente, la parroquia de San Vicente Ferrer, que sufrió fuertemente el embate de las ondas sísmicas, y afortunadamente se ha vuelto a reconstruir nuevamente, y La Casa de la cultura. Como estos, decenas de casas, negocios y oficinas, lo que la hizo la localidad más afectada del país. Este terremoto fue incluso más fuerte que el del 19 de septiembre de 1985, pero produjo menos daños al país, gracias a que el epicentro del sismo se localizó 140 km mar adentro. Afortunadamente, los daños en el centro del país fueron menores, a pesar de la gran magnitud del sismo, debido a que la distancia entre la zona centro del país y el epicentro fue de más de 650 km.[cita requerida]

## Geografía
El área urbana de la ciudad es de 1007,21 ha, con una tasa de crecimiento de 1,59 % y cuenta con un Índice de Desarrollo Humano de 0,8039 % y un Grado de Desarrollo Humano alto. Se encuentra en las coordenadas latitud norte 16°26′, y latitud oeste 95°1′, a una altitud de 30 m s. n. m. (metros sobre el nivel del mar).
El clima es muy cálido, con algunas lluvias en verano y en otoño. El calor es atemperado en muchas ocasiones por el viento que proviene del Golfo de México y que azota con mucha fuerza en la región. La ciudad está ubicada sobre una planicie, por lo que no hay elevaciones importantes dentro de la ciudad ni en muchos kilómetros a la redonda.
En la actualidad, se ha vuelto una de las más importantes, sino es que la más importante, en la producción de energía sostenible por medio de generadores de eólicos. Se puede observar en la entrada de Juchitán centenares de generadores de electricidad.
Uno de los parques de energía eólica más cercanos a la cabecera municipal es el de Bií Hioxo, ubicado a 3  m al sureste del centro de la ciudad. El proyecto en su conjunto contempla la instalación de 117 aerogeneradores con una capacidad total de generación de electricidad de 234 MW.

### Clima
| Parámetros climáticos promedio de Juchitán de Zaragoza                                                                    | Parámetros climáticos promedio de Juchitán de Zaragoza | Parámetros climáticos promedio de Juchitán de Zaragoza | Parámetros climáticos promedio de Juchitán de Zaragoza | Parámetros climáticos promedio de Juchitán de Zaragoza | Parámetros climáticos promedio de Juchitán de Zaragoza | Parámetros climáticos promedio de Juchitán de Zaragoza | Parámetros climáticos promedio de Juchitán de Zaragoza | Parámetros climáticos promedio de Juchitán de Zaragoza | Parámetros climáticos promedio de Juchitán de Zaragoza | Parámetros climáticos promedio de Juchitán de Zaragoza | Parámetros climáticos promedio de Juchitán de Zaragoza | Parámetros climáticos promedio de Juchitán de Zaragoza | Parámetros climáticos promedio de Juchitán de Zaragoza |
| Mes | Ene.                                                   | Feb.                                                   | Mar.                                                   | Abr.                                                   | May.                                                   | Jun.                                                   | Jul.                                                   | Ago.                                                   | Sep.                                                   | Oct.                                                   | Nov.                                                   | Dic.                                                   | Anual                                                  |
| --- | ------------------------------------------------------ | ------------------------------------------------------ | ------------------------------------------------------ | ------------------------------------------------------ | ------------------------------------------------------ | ------------------------------------------------------ | ------------------------------------------------------ | ------------------------------------------------------ | ------------------------------------------------------ | ------------------------------------------------------ | ------------------------------------------------------ | ------------------------------------------------------ | ------------------------------------------------------ |
| Temp. máx. abs. (°C) | 40.5                                                   | 41.5                                                   | 40                                                     | 46                                                     | 45                                                     | 41                                                     | 42                                                     | 42                                                     | 42                                                     | 42                                                     | 43                                                     | 40.5                                                   | 46                                                     |
| Temp. máx. media (°C) | 29.8                                                   | 31                                                     | 32.4                                                   | 34                                                     | 34.7                                                   | 32.9                                                   | 32.6                                                   | 33                                                     | 32.2                                                   | 31.4                                                   | 30.9                                                   | 30                                                     | 32.1                                                   |
| Temp. media (°C) | 24.9                                                   | 25.5                                                   | 26.9                                                   | 28.6                                                   | 29.4                                                   | 28.2                                                   | 27.9                                                   | 28.1                                                   | 27.5                                                   | 26.9                                                   | 26.4                                                   | 25.4                                                   | 27.1                                                   |
| Temp. mín. media (°C) | 19.9                                                   | 20                                                     | 21.4                                                   | 23.1                                                   | 24                                                     | 23.4                                                   | 23.2                                                   | 23.3                                                   | 22.9                                                   | 22.5                                                   | 21.8                                                   | 20.7                                                   | 22.2                                                   |
| Temp. mín. abs. (°C) | 12                                                     | 10                                                     | 11.5                                                   | 11                                                     | 15                                                     | 15                                                     | 11.5                                                   | 14.5                                                   | 12                                                     | 16                                                     | 13                                                     | 10.6                                                   | 10                                                     |
| Precipitación total (mm)                                                                                                  | 7                                                      | 4                                                      | 6                                                      | 6                                                      | 59                                                     | 228                                                    | 160                                                    | 170                                                    | 239                                                    | 75                                                     | 20                                                     | 6                                                      | 978                                                    |
| Días de precipitaciones (≥ 1 mm)                                                                                          | 1                                                      | 0.5                                                    | 0.6                                                    | 0.6                                                    | 4.1                                                    | 11.8                                                   | 8.5                                                    | 8.8                                                    | 11.2                                                   | 4.7                                                    | 1.2                                                    | 0.5                                                    | 53.5                                                   |
| Fuente: http://www.weatherbase.com/weather/weather.php3?s=3867&cityname=Juchit%E1n-de-Zaragoza-Oaxaca-Mexico&units=metric |                                                        |                                                        |                                                        |                                                        |                                                        |                                                        |                                                        |                                                        |                                                        |                                                        |                                                        |                                                        |                                                        |

## Demografía
Juchitán es la tercera concentración poblacional del estado de Oaxaca con una población de 113 570 habitantes en su casco municipal y una población conurbada de 146 795 habitantes (Juchitán, El Espinal, Ixtaltepec, Ixtepec y Sta. Ma. Xhadani), después de Oaxaca de Juárez (263 357 habitantes) y San Juan Bautista Tuxtepec (155 756 habitantes). La edad promedio de la población del municipio es de 24 años, la edad media de los hombres es de 23 años y de las mujeres es de 25 años.

## Economía

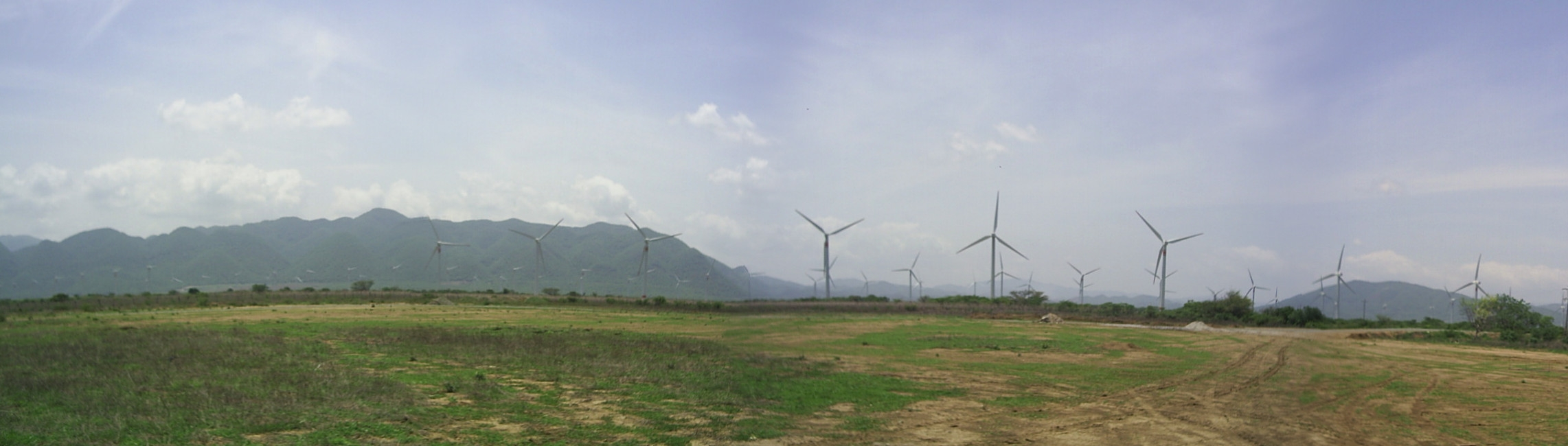
Central eoloeléctrica «La venta» ubicada en Oaxaca, México

Cuenta con una infraestructura de servicios urbanos importante, así como con servicios de entretenimiento básico como cines, bares, cafés y discotecas. Asimismo, se ubica el corredor eólico de La Venta, uno de los principales proyectos energéticos no sólo de Oaxaca sino de México. Actualmente es poseedora de 680 aerogeneradores. El ferrocarril transístmico todavía atraviesa la ciudad aunque ya no transporta pasajeros.
La economía ha ido cambiando conforme en las últimas décadas, pasando de ser una economía de pequeño comercio y autoconsumo exclusivamente, a una de gran movimiento de capitales y flujos comerciales dentro de la región. Tan sólo en el área comprendida entre Juchitán y La Ventosa, Iberdrola, Vestas, Gamesa y Acciona WindPower entre otros instalan actualmente generadores eólicos de energía eléctrica, lo que convierte a la región del Istmo y a Juchitán, en una de las zonas más importantes del país en lo que a la generación de energía eólica se refieren. 
Actualmente existe un parque de 98 aerogeneradores de 44 metros de altura en la periferia de este municipio.
El proyecto energético es conocido como La Venta II (por la agencia de Juchitán que lleva ese nombre); se encuentra en una etapa de desarrollo toda vez que se van realizando los estudios de impacto ambiental y regional; la distribución de funciones entre los propietarios y las empresas, ambas gestionadas por la Universidad Nacional Autónoma de México (UNAM) en la Ciudad de México. 
En general, las principales actividades económicas son el comercio, la agricultura y la ganadería; además de la renta de los latifundios agrarios para la generación de energía eólica; en Materia energética, a nivel Regional y Nacional.   
Básicamente la actividad comercial se concentra en el área que va del centro de la ciudad a las afueras, donde está el «crucero». El área del crucero (1.ª sección) es especialmente importante para la economía local porque conecta a Juchitán con la región y el estado a través de la carretera panamericana. Ahí se encuentran las principales empresas de la ciudad: la distribuidora regional de Grupo Modelo, las distribuidoras de Nissan, Chrysler, Dodge, Jeep, RAM del Grupo Farrera, distribuidoras de maquinaria agroindustrial como Massey Ferguson y New Holland, instalaciones de almacenamiento de Petróleos Mexicanos, instalaciones de una central de telecomunicaciones de Teléfonos de México que conecta al Centro y Sudamérica con troncales digitales, la central regional de la Comisión Federal de Electricidad (CFE), dos centrales camioneras de 1.ª. Clase (ADO, ADO GL, Platino, FYPSA Volvo) y 2.ª Clase (SUR, Ecobus, Autotransportes Istmeños, Transístmicos). Escuelas de Educación Superior como son el Instituto Tecnológico del Istmo, la Universidad del Istmo Campus Juchitán -con un centro de investigación permanente en energía sustentable-, la Universidad Interamericana para el Desarrollo (UNID) del consorcio educativo Anáhuac, el IESIT, Escuela Normalista, el IMECA destacado por su licenciatura en Gastronomía.
En lo que respecta a la ganadería, los alrededores están poblados de ranchos y fincas donde se cría ganado vacuno, ovino y porcino. En la agricultura, en las tierras de Juchitán se cultiva sandía, maíz, sorgo, ajonjolí, calabaza, cacahuate y chile. Existen varias hectáreas de tierra exclusivamente dedicadas al cultivo del ciruelo. La vegetación que abunda en la ciudad es la palmera, el guanacastle (árbol maderable de gran tronco que alcanza una altura de hasta 35 metros) y el almendro.
Juchitán cuenta con todos los servicios urbanos básicos (luz, agua potable, alcantarillado, pavimentación y seguridad pública) para aproximadamente 90 % de la ciudad, un anillo periférico, semáforos, así como infraestructura de telecomunicaciones Triple-Play a través de Megacable e internet de banda ancha a través Telmex, algunos hoteles cuentan con enlaces de internet dedicados de alta velocidad, el parque central cuenta con red Wi-Fi gratuita. Hay una sucursal de cada banco mexicano (BBVA, Banamex, HSBC, Scotiabank, Banco Santander, Banorte, Banco Azteca y BanCoppel) y cajas cooperativas de ahorro como Caja Popular Mexicana, Compartamos Banco, Finagam, Caja Universal. En la zona comercial se encuentra una sucursal de Walmart de México a través de su formato Bodega Aurrera, dos ubicaciones de tienda Coppel, dos tiendas Elektra, una tienda de autoservicio de Tiendas Soriana bajo su formato Soriana Mercado y una Tienda Telmex. Se encuentran asentadas franquicias tales como: Farmacias del Ahorro, The Italian Coffe, Burger King, Steren, KFC, AutoZone, Ópticas Devlyn, Ópticas América, Cinebox; y una segunda ubicación de The Italian Coffe. Existen cinco gasolineras, en ambas direcciones de la carretera panamericana, cantidad de cafés-internet, oficinas del Servicio Postal Mexicano, así como delegaciones de todas las dependencias del Gobierno del Estado. En la antigua estación del Ferrocarril se encuentra una delegación de la Secretaría de Relaciones Exteriores de México. La ciudad cuenta con varias bibliotecas, las más importantes son la biblioteca pública municipal «Gabriel López Chiñas» y la biblioteca de la CONACULTA «Guadalupe Hinojosa de Murat» y el Centro de Información del Instituto Tecnológico del Istmo.

### Turismo
Uno de los principales atractivos turísticos de Juchitán es el Mercado, considerado el mercado más grande de la región del Istmo y el segundo más grande del estado de Oaxaca, en ella comercializan diferentes productos, donde se comercializan carne y tamales de iguana, de armadillo, conejo y huevos de tortuga, para el consumo alimenticio. Asimismo existe un área de comida tradicional de la región, en la que se pueden degustar tlayudas, garnachas, empanadas, pollo garnachero, entre otros platillos de la región, también bebidas típicas como el bupu, pozol y atole.

Dentro del mercado también es posible conseguir huaraches de cuero y trajes regionales hechos a mano por los artesanos de la ciudad. A unas cuadras están las artesanías de barro, entre las que destacan macetas, alcancías, jarrones, entre otras.
La Casa de la Cultura Juchitán es un lugar donde permanentemente hay exposiciones pictóricas de artistas reconocidos y donde hay cursos de la lengua materna, teatro, danza e instrumentos musicales.
El Foro Ecológico Juchiteco es otro atractivo turístico que ofrece al público talleres de reciclado de papel, cursos de natación y guitarra, así también cuenta con un «iguanario» en el que también se albergan distintas especies de aves.

A menos de una hora por carretera se encuentran los manantiales del balneario de La Ollaga y el manantial de la comunidad de Santiago Tlacotepec, conocido como Ojo de Agua. A una distancia similar está Playa Cangrejo —en el municipio de Santo Domingo Tehuantepec—, playa semi-poblada famosa por las dunas naturales que han cubierto a varios pueblos próximos. También están algunas playas vírgenes como Playa Conejo, Playa Brasil, entre otras. Cerca de la comunidad de La Ventosa se halla una gruta llamada Tolistoque, la cual puede ser explorada.

## Cultura

### Educación
Los diversos niveles educativos que se encuentra son de educación preescolar, que cuentan con 48 escuelas, 58 escuelas primarias, 19 escuelas secundaria (técnica, telesecundaria, escuelas generales), 6 escuelas preparatorias también cuentan con escuela de nivel superior, tanto sector público y privado.   
En el nivel superior público se tiene el Instituto Tecnológico del Istmo, mientras que a nivel particular se encuentra el Instituto de Estudios Superiores del Istmo de Tehuantepec, La Universidad Interamericana para el Desarrollo (UNID), Universidad IMECA, Colegio de Estudios Superiores y de Especialidades del Estado de Oaxaca (CESEEO). 
El nivel primaria y secundaria cuenta con escuelas de alto nivel (particulares) como: «Escuela Primaria Privada Incorporada Vicente Ferrer», «Escuela Primaria Particular María Montessori», «Simone de Beauvoir» y «Escuela Particular Centro Educativo y Cultural del Istmo (C.E.C.I.)». Lamentablemente solo las familias con una economía alta pueden acceder a esta educación. Existen también algunas escuelas escuela primarias con un alto nivel educativo y que son los que ocupan los primeros lugares en los concursos de conocimiento a a nivel zona y sector escolar, por encima de las escuelas particulares que existen en la ciudad, son las escuelas primarias matutinas Centro Escolar Juchitán, Daniel C. Pineda, José Vasconcelos y Héroes del 5 de Septiembre.
En el nivel de pobreza extrema que se vive en esa zona de Oaxaca, no están contabilizadas todas las unidades de los centros indígenas, dada la dispersión que existe en el estado, ya que hay algunas en donde los niños asisten un lunes por la mañana y el viernes al mediodía se retiran a sus comunidades.
Son datos tomados de los censos, lo que es claro también es que la mayoría no termina la escuela por necesidad de ayudar en el gasto familiar y se insertan a un mercado laboral en donde es mínimo lo que se les paga, pero ayuda en el gasto familiar, quedando de esa manera truncada sus aspiraciones y por ende su progreso, desafortunadamente esto no se da únicamente en el Istmo de Tehuantepec sino que es en prácticamente todo el país.

### Tradiciones culturales
La principal tradición cultural de Juchitán es el idioma zapoteco o didxazáa (didxazá). La mayoría de los pobladores lo hablan (50 869 habitantes) o lo entienden a la par del español. Existe una radiodifusora local (Radio Bacuzaguí 91.1 FM) con contenidos y locutores exclusivamente zapotecos. A diferencia de otras regiones del estado, en donde hablar la lengua autóctona es resultado de la marginación, Juchitán es de las pocas áreas consideradas como urbanas en las que una lengua indígena es de uso común. La «Casa de la Cultura» de Juchitán ha sido el principal organismo encargado de difundir el uso correcto del idioma zapoteco, a través de la promoción de sus directores, en especial durante el periodo en que lo fue Macario Matus (1979 a 1989). En ella se pueden encontrar diccionarios zapoteco-español/español-zapoteco de reciente edición. También existen diccionarios históricos reeditados, utilizados antiguamente por los frailes para la evangelización de la región.

Otra tradición cultural de la región es la confección del «traje de la mujer Tehuana». En el centro de la ciudad pueden encontrarse trajes de uso diario así como de gala, y normalmente se puede ver en el mercado o por las calles de la población a mujeres transitando con dicha vestimenta.
Un conjunto completo puede llegar a costar hasta 45 000 pesos mexicanos o unos 3500 dólares estadounidenses. Para los trajes de gala, lo usual es encontrarlos a partir de los 5000 pesos mexicanos o 450 dólares estadounidenses. Los trajes se usan para asistir a toda clase de eventos sociales que se llevan a cabo: bodas, XV años, bautizos e incluso hay trajes completamente negros para las ceremonias fúnebres. Si bien durante todo el año las mujeres utilizan los trajes regionales, estos suelen utilizarse más en mayo cuando se celebran las fiestas del pueblo.
Otra de las costumbres que aún tiene auge dentro de la localidad es el rapto de la mujer, el cual consiste en llevarse a la novia a casa del novio para tener relaciones sexuales y demostrar la virginidad. Terminando el rapto, la familia del hombre manda a un grupo de señoras para avisar a la mamá de la novia con luces artificiales sobre la honorabilidad. En respuesta a ello también manda a un grupo de señoras en el momento para verificar que realmente fue «señorita» (haber resultado virgen). Al día siguiente, un colectivo de familiares, vecinas y amigas vestidas del traje típico de la región visitan alegremente a la novia, donde el festejo es bailar sones y uno de ellos es importante bailarlo, conocido como el son «Behua Xhiñá» que simboliza la virginidad de la mujer. Si la mujer raptada no es virgen, no se hace fiesta y todo se termina instantáneamente. De lo contrario, inicia la gran fiesta, que durará días.
Las bodas se caracterizan por la colaboración de todos los vecinos, amigos, conocidos, y el pueblo en general, llevando a la fiesta comida típica, cohetes y la distinguida botana juchiteca. Estas pueden durar dos o más días, durante los cuales hay suficiente comida y bebida. Las mujeres y los hombres beben cerveza y no hay diferencia en el estilo de beber. Tradicionalmente los hombres se sientan juntos en un extremo de la pista de baile y las mujeres en otro de los extremos. La música tradicional son los sones de Juchitán, escritos en la antigüedad por hombres compositores de la población de tonadas alegres y a la vez algunos melancólicos, donde narran alguna historia, son muy conocidos los sones como «La Llorona», «La Petenera», «Son para Alfa Ríos», «Paulina», «Vals Zapateado», «La martiniana», etc. 

Entre las familias de más arraigo y tradición indígena, se practica el matriarcado o la administración del hogar por parte de las mujeres. El origen de dicha costumbre proviene de la división del trabajo entre el hombre y la mujer. El hombre era (y sigue siendo en algunos casos) el encargado de buscar las materias primas o de cazar el alimento, que la mujer transformaría en artesanías o en comida para su venta en el mercado público. Debido a que la mujer no sólo es la encargada del proceso de transformación sino además de comercialización, es la que controla los ingresos del hogar. Aunque la estructura económica sea más compleja en estos tiempos, lo que se conserva en Juchitán es una tradición de trato igualitario a la mujer como jefa reconocida de la familia. 
Si bien es cierto que en Juchitán persisten las mismas estructuras familiares que en México, el matriarcado es reconocido como figura social que merece tanto respeto como los hogares conducidos por hombres.

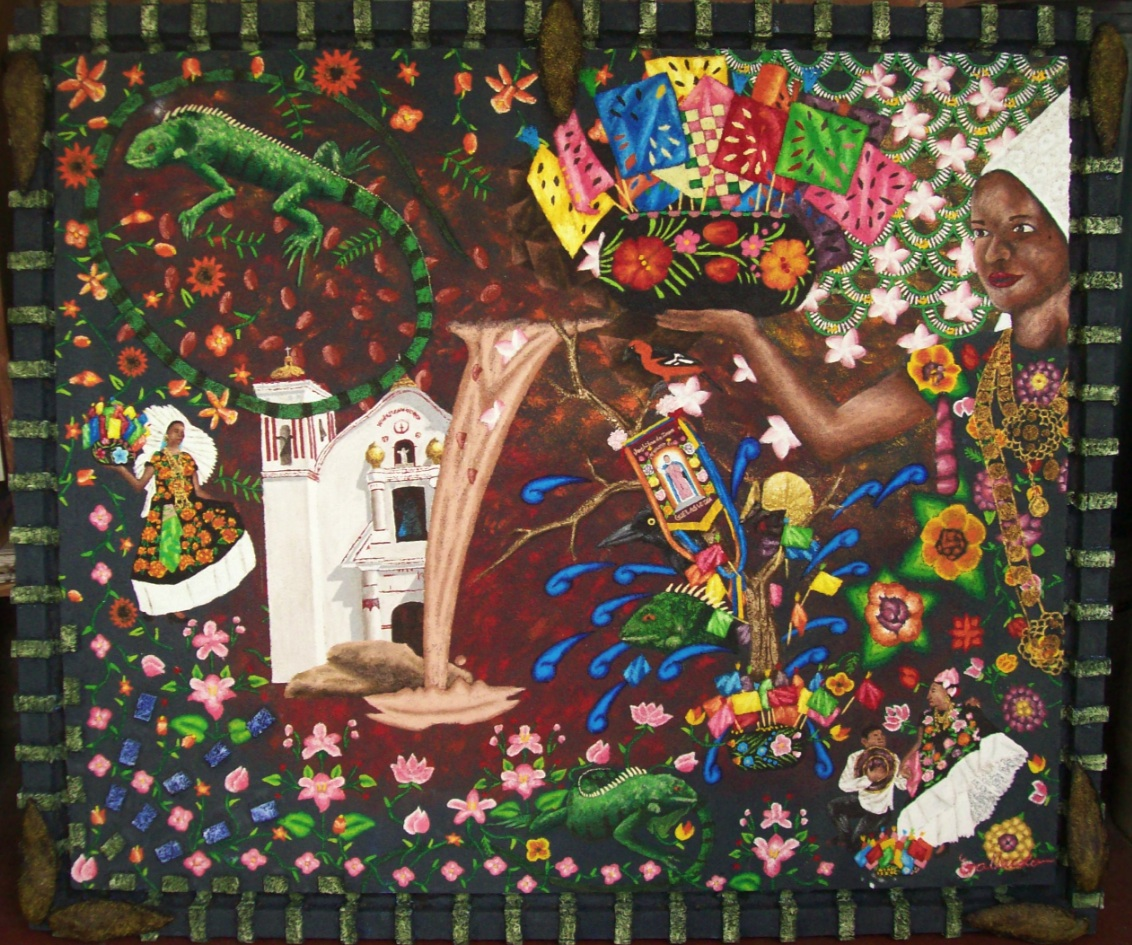
Óleo que muestra parte de la esencia de Juchitán de Zaragoza

En el 2005, la directora mexicana Alejandra Islas filmó un documental en Juchitán titulado "Muxes: Auténticas, intrépidas y buscadoras de peligro" que fue bien acogido en varios festivales internacionales. Los muxes ('mushes') son varones travestidos que asumen roles femeninos en la comunidad. Desde la época precolombina, los muxes han sido considerados parte de un tercer sexo. Tradicionalmente los muxes también tenían el rol de iniciar sexualmente a los muchachos adolescentes, ya que no era socialmente aceptado que las jovencitas perdieran la virginidad antes del matrimonio. 
Un estudio antropológico realizado durante la primera mitad de la década de los 70 encontró que aproximadamente 6 por ciento de la población masculina del Istmo de Tehuantepec estaba compuesta por muxes.
Si bien la homosexualidad en esta región es tan estigmatizada como en otras partes del país, en muchas poblaciones zapotecas de Oaxaca aún se pueden encontrar vestigios de la tolerancia y aceptación que los muxes disfrutaban antes de la conquista.
Por la estación televisora local de Juchitán se mostraron en el 2006, debates sobre el derecho de los muxes a vestir la indumentaria tradicional, y si esto implica que se les debe dar el mismo trato que a las mujeres durante las fiestas del pueblo y las velas. Más allá de la conclusión del debate, la apertura de la discusión de temas sexuales ha llevado a que en Juchitán se lleven a cabo continuamente campañas de información sobre sexualidad, prevención de enfermedades de transmisión sexual y prevención de embarazos no deseados entre los jóvenes.
Cada año durante las fiestas de mayo se realiza el Festival del Río y aunque este festival se inició con la COCEI en la presidencia. Se dice que este grupo fue el creador de dicho evento, pero existen opiniones que dicen lo contrario: «No es cierto que el Festival del Río fue creado por la COCEI, fue Julio Bustillo Cacho, un ecologista de corazón que con ayuda de fundaciones internacionales pudo lograr que el Río se limpiara y entonces lograr una hermandad de música cada año con varios artistas sobre todo cubanos», aunque este era un proyecto de Raymundo Lucero Vázquez, el impulsor y el que logró que se realizara fue Julio Bustillo.
Otra fiesta es el Domingo de Ramos en Juchitán. Este día inicia la Semana Santa con el fin de celebrar la muerte, resurrección y vida de Jesucristo, con un recorrido y bendición de las palmas; pero resulta muy peculiar esta costumbre en Juchitán, pues el panteón lleva el nombre Domingo de Ramos, y ese día las personas van a sus tumbas a limpiarlas y decorarlas con flores de la región como el Guie chachi (flor de mayo), coros, guie xhuba, guie danna, entre otras; las calles se llenan de puestos con antojitos propios de la población como el bupu (Espuma) considerado que era la bebida de los dioses prehispánicos también se encuentran platillos como las garnachas, tamales de iguana, las tlayudas y el exquisito pollo garnachero, entre otros.

Una gran variedad de dulces frutales es la que se puede encontrar en estas festividades como el dulce de coco, de limón, de almendra, chilacayota, de estorreja y la tradicional «Regañada». La fiesta dura toda la noche en la cual la gente bebe y escuchan a los tríos y bandas recordando a sus difuntos y resulta ser un día de fiesta pues se convive con los muertos.
En la Semana Mayor específicamente el Viernes Santo. Conocido en Juchitán este día como Dxí ró o Dxi Nandxo («Día Grand» o «Día Santo, Sagrado») no se trabaja, La palma se guarda, se esconden los cuchillos, machetes y toda herramienta punzocortante o brillante pues se cree que se hace más difícil el martirio de Cristo por ser Viernes Santo. El Viernes Santo comienza con el Viacrucis por la mañana saliendo en procesión 3 imágenes emblemáticas; San Juan evangelista conocido en la población como «San Juan Pascua», Santa María de los Dolores y Nuestro Padre Jesús. 
Los hombres y mujeres que asisten al vía crucis deben vestir siempre el traje de la ocasión que para las mujeres el luto completo que consta de enagua y huipil oscuro y liso y los hombres de pantalón negro, mascada negra y camisa blanca.
Otra tradición de la Semana Santa única y originaria de Juchitán en el Viernes Santo es El entierro. Que se celebra por la tarde... se considera una de las festividades más importantes del istmo por la peculiaridad que tiene esta celebración pues en la escena del calvario hace acto de presencia «El Centurión», personaje bíblico que es representado por algún joven varón que desea pagar así una manda por algún favor o milagro que le haya realizado el Cristo del Santo Entierro. 
Otra característica es que en dicha celebración solo se ejecutan piezas fúnebres propias de Juchitán ejecutadas por la banda de viento tradicional.
Otra tradición religiosa en Juchitán son las dejadas de las Cruces Milagrosas que se poseen en distintos barrios antiguos de la ciudad que son: «Santa Crúz igú», que tiene lugar en el paraje La Cruz antes mencionada y donde también fue escena de la Batalla del 5 de septiembre de 1866.  
Otra cruz es «Santa cruz Gúuzebenda» (Santa Cruz de los Pescadores), que se celebra a orillas de la playa o laguna superior de Juchitán. También se encuentra la cruz milagrosa de Guelabé'ñe (de los Lagarteros, nombrada así porque esta imagen se dice fue hallada en los esteros y pantanos en las afueras de Juchitán. Otras cruces que hay también son: Santa cruz «guigu' dxita» (río de huesos) Santa Cruz «biadxi» entre otras. Todas estas imágenes llenas de historia y mucha antigüedad se relata que fueron puestas a la llegada de los frailes dominicos en los lugares o sitios ceremoniales prehispánicos reemplazando así las colosales imágenes de dioses por una cruz. Cabe mencionar que la mayoría de estos lugares aún conservan características propias como el caminar con la cruz desde la población hasta las afueras de la ciudad hasta llegar a los sitios ceremoniales atravesando los arroyos veredas y ranchos acompañados de los mayordomos, devotos y las bandas de música. 
Cabe mencionar que en cuanto a festividades de la región Juchitán es el lugar considerado por excelencia el mejor para festividades, pues por algo posee las velas más concurridas por propios y extraños y en ellas hacen presencia gente de otros pueblos, estados e incluso extranjeros prometiendo regresar en la siguiente ocasión. Juchitán posee el mayor número de festividades, y sus fiestas más grandes son Las velas que se celebran en el mes de mayo más de 78 velas.
También destaca en Juchitán las tradicionales y muy conocidas «Tirada De Frutas» (parecidos a los Carnavales) que son carros alegóricos que hacen recorridos por las principales calles de la ciudad carros que transportan bellas jóvenes mujeres ataviadas con los más bellos trajes de la región y que en el camino van regalando o incluso aventando regalías que consisten en frutas o incluso productos artesanales y comestibles. En este alegre recorrido se lucen los estandartes pintados por juchitecos que lucen las capitanas y capitanes. Al final del recorrido se llega a la parroquia mayor que es la de San Vicente Ferrer, patrón de la ciudad donde se entra a entregar y poner a los pies del santo las velas y cirios que fueron realizadas para el santo y que se lucieron durante el recorrido.

### Artesanías
En Juchitán se produce la mayor parte de las artesanías que se lucen en los lunes del cerro en la máxima fiesta de los oaxaqueños por parte de otras delegaciones o poblaciones. Y uno de ellos son: 
Los Estandartes: de diseños únicos y muy reconocidos son los estandartes del pintor juchiteco Cándido Carrasco originario de la 8.ª sección de Juchitán «Barrio Cheguigo», una persona conocida por lo peculiar de sus estandartes que constan de un grande lienzo adornado con flequillos o canutillo de oro en las orillas y por las flores grandes y hermosas pintados con pintura fluorescente y rematado con la imagen del santo al que se le festeja.
Huaraches: es una más de las artesanías que se elaboran en Juchitán la más conocida de Juchitán son "Los huaraches de Charol" de "Tapadera" o "Cruzados" elaborados tanto en las secciones de la 8.ª y 7.ª sección de la ciudad, son uno de los zapatos creados desde tiempos coloniales. 
Sombrero 24: este sombrero es conocido como "Charro 24" pues se cree que 
$24 reales era el precio de este sombrero elaborado con terciopelo rojo y una trenza dorada de canutillo de oro y con las iniciales del dueño en hilos de oro. Se utilizan hasta el día de hoy en las festividades importantes de la ciudad.
Otros productos artesanales de Juchitán son;
- El "Tanguyú" (muñeco de barro).
-Utensilios de palma como: escobas, sopladores, cepillos, sombreros canastos, etc.
-Jicalpextles: que son pintados a mano con relieves de flores istmeñas u garzas que son utilizadas en festividades importantes en Juchitán y otras poblaciones.
Artesanías de barro rojo: macetas, ollas, hornos, alconcillas y las tradicionales tinajas, que son depósitos de barro pintados con flores e iguanas que sirven como decoración en el hogar y se utilizan para almacenar el agua y mantenerla fresca al momento de beberla. 
Baúles: los baúles son quizá una de las artesanías auténticas y propias de Juchitán debido a lo colorido y alegre que se ve. El baúl es un cofre de madera grande que mide aproximadamente un metro y medio de ancho y dos metros de alto y sirve para guardar ropa e incluso los objetos de más valor, su exterior es decorado en pintura con las iniciales de la mujer y esposa de la casa y con flores pintadas en alusión de ramos y alguna fotografía introducida por el carpintero. 
Lade dóo (entrelazado): es una canasta colgante hecha de carrizo verde y mecate que sirve para guardar la comida, los totopos, el queso, etc. 
Juchitán es un pueblo y ciudad con mucha historia que ha sido heredada de generación en generación. Capital de las tradiciones y costumbres istmeñas.

### Tradiciones
Entre las principales tradiciones culturales de Juchitán están "Las Velas". Las fiestas importantes del pueblo, o "Las Velas", son celebraciones de toda la ciudad. En total son 26 velas, que inician en abril y terminan en septiembre, sin embargo la mayoría se celebra en mayo de cada año. 
Son fiestas de toda la noche en honor a diversos santos, incluido el patrono local (San Vicente Ferrer). Originalmente, Las Velas fueron celebraciones de corte religioso en las que la población pasaba la noche en vela como muestra de lealtad a sus santos. Hoy en día aún persisten reminiscencias claras de la celebración religiosa, pero las festividades han adquirido otra racionalidad. Las velas sirven para fortalecer los vínculos entre las familias que año con año conservan un lugar concreto dentro de la fiesta.
Cada año, una familia se ofrece voluntariamente para presidir el patronato de la vela y preparar la celebración del año siguiente. Así, cada familia invita a otras familias para que asistan a su lugar o "puesto" en donde la gente es recibida con alimentos, bebidas y un lugar donde sentarse para disfrutar la música de la noche: regional y de conjunto. Los asistentes deben ir vestidos con la indumentaria de gala o de lo contrario se les niega la entrada: la mujer debe vestir traje regional y el hombre guayabera blanca y pantalón negro. No existen cuotas para la entrada a la vela. La mujer llega con su “limosna” que es una pequeña aportación económica al mayordomo y el hombre entra con bebidas adulteradas.
Uno de los bailes más tradicionales es la sandunga,  y el fandango. Las principales velas de Juchitán son: San Vicente Goola' (Grande), San Vicente Huinii' (chico), vela Calvario, vela de los pescadores, Vela San Isidro, Vela Biadxi, Vela Asunción de Agosto, La Majestuosa Vela Pineda, Vela Angélica Pipi, Vela Cheguigo' (detrás del río). La tarde anterior a la vela, se celebran las "regadas", que son desfiles en los que los niños montan caballos y se designa un niño-capitán que va junto con los demás, literalmente, regando juguetes y frutas por las calles de Juchitán.
Aunque las velas son muestra de una cultura contemporánea que no necesariamente es muestra de una tradición ritual zapoteca, ya que las velas surgieron hace relativamente poco (siglo XIX). El "didxaza" o idioma zapoteco (la pronunciación más aproximada al español es 'diyazá') es la lengua predominante en toda la ciudad. La ciudad se divide en nueve secciones, las más recientes son la segunda y la tercera, donde se encuentra la zona comercial. Otra zona de reciente desarrollo es "La Riviera" y "La Reforma, zonas residenciales donde habitan comerciantes y empresarios regionales. Actualmente la zona de "Cheguigo" se ha expandido territorialmente y se coloca como nueva área de desarrollo económico. Las secciones más antiguas son la primera (el centro) y la séptima, dónde la mayoría de la gente sólo habla zapoteco.
Otra tradición que se mantiene viva es la de visitar los panteones durante la Semana Santa; el Miércoles Santo en el panteón de Cheguigo y el Domingo de Ramos en el panteón de Juchitán. Durante dichos días, las personas que tienen sepultados familiares en los panteones, acuden a visitar sus tumbas mientras son visitados por familiares, amigos o conocido, una situación atípica para tales fechas. Así mismo, durante la celebración de la Semana Mayor, las secciones que forman a Juchitán organizan una serie de actividades religiosas conocidas como ermitas, que bajo el amparo de algún santo patrono, diferente para cada sección, van realizando pequeñas festividades en las calles.

### Xandú o día de muertos
El Día de Muertos es una celebración mexicana de origen prehispánico que honra a los difuntos. En Juchitán, la celebración se realiza durante los días 30 y 31 de octubre, aunque anteriormente los zapotecas antiguos les rendían culto del 25 al 30 de octubre, basados en su calendario religioso conocido como (Biguie') y después de la llegada de los españoles, se nombró como Xandú (Todos Santos).
La palabra Xandú es la zapotización del vocablo castellano "santo", que a su vez viene del latín "sanctus". Los pueblos indígenas tenían una concepción de la muerte como una etapa más de la vida, o sea que la vida no se acababa con la muerte de la persona, sino trascendía a un estado de paz, y no se veía con temor a la muerte.
En Juchitán se cree que en estas fechas de Todos Santos, son los muertos los que se acercan a las casas a convivir con sus familiares, por lo que normalmente las familias ponen altares de diferentes tamaños, adornados con flores y alimentos típicos como tamales, bebidas, cocos, frutas, hojas de plátano y veladoras, mientras que en la Semana Santa, el Domingo de Ramos, son los vivos quienes visitan a sus familiares en las tumbas del panteón municipal.
Se le llama Xandu' Ya'a (todo-santo fresco), al primer Todos Santos, con ofrendas de purificación y es que se dice que los muertos ya no regresan después de dos años, por eso se acostumbra hacer dos ofrendas.
En español se llama el primer año de muerte de la persona, Todos Santos, en zapoteco se dice "Xandu' Ya'a", y al segundo Todos Santos se llama "Xandu' Guiropa", pero hay personas con mejores posibilidades económicas que realizan para sus difuntos un Xandu' Guio' na (tercer Todos Santos).

### Participación en la Guelaguetza
Con sus coloridos trajes regionales, durante la tradicional Guelaguetza celebrada anualmente en la ciudad de Oaxaca en el lunes del cerro tienen una, importante participación bailando con sus distinguibles y elegantes trajes de gala el fandango, la sandunga entre otros sones. También las señoritas son elegidas; participan las ocho regiones de Oaxaca para coronar a la diosa de maíz y recientemente han decidido organizar su propia versión de la Guelaguetza.

#### La creciente cultura de violencia en Juchitán
En la ciudad y en la población juchiteca, va aumentando una cultura de violencia, año con año, desde asesinatos múltiples hasta casos de corrupción.

## Política

### Presidentes municipales
| Javier Francisco López         | 1977-1980 |  |
| Leopoldo de Gyves de la Cruz   | 1981-1983 |  |
| Javier Fuentes Valdivieso      | 1984-1986 |  |
| Felipe Martínez López          | 1986-1988 |  |
| Héctor Sánchez López           | 1989-1993 |  |
| Oscar Cruz López               | 1994-1996 |  |
| Roberto López Rosado           | 1996-1998 |  |
| Leopoldo de Gyves de la Cruz   | 1999-2001 |  |
| Héctor Matus Martínez          | 2002-2004 |  |
| Alberto Reyna Figueroa         | 2005-2007 |  |
| Mariano Santana López Santiago | 2008-2010 |  |
| Daniel Gurrión Matías          | 2011-2013 |  |
| Saúl Vicente Vásquez           | 2014-2016 |  |
| Gloria Sánchez López           | 2017-2018 |  |
| Emilio Montero Pérez           | 2019-2021 |  |
| Emilio Montero Pérez           | 2022      |  |
| Miguel Sánchez Altamirano      | 2022-2024 |  |
| Miguel Sánchez Altamirano      | 2025-2027 |  |

### Relaciones Internacionales

#### Hermanamientos
- Marianao, Cuba (2005)[8]
- la Vall d'Uixó, España[9][10][11]
- Cosoleacaque, México[12]
- Ixtaczoquitlán, México[13]
- Oaxaca, México
- Matías Romero, México